# Isaac Recavarren
Isaac Recavarren Gómez (Arequipa, 24 de agosto de 1839 - id. 8 de noviembre de 1909) fue un militar peruano de destacada y prolongada participación en la guerra del Pacífico.

## Primeros años
Hijo de José María Recabarren y Heredia y de María Josefa Gómez y Florez del Campo, cursó sus primeros estudios en el colegio San Agustín de su ciudad natal, que  los que abandonó a la edad de 15 años, para enrolarse al ejército del mariscal Ramón Castilla, cuando en Arequipa se iniciaba la revolución de 1854.

## Carrera militar
Continuando en la carrera de las armas, como otros muchos arequipeños, se vio envuelto en la guerra civil peruana de 1856-1858 sirviendo en el ejército alzado en armas del general Vivanco. A los 17 años obtuvo los despachos de alférez y los de teniente de artillería, al año siguiente, perdida la guerra por el bando conservador tras la caída de Arequipa en marzo de 1858, Isaac Recavarren volvió a la vida privada. A los 23 años contrajo matrimonio con María Trinidad García Calderón y Landa, hermana del destacado jurista y futuro presidente de la república Francisco García Calderón. Este no cedió a las presiones usurpadoras del Sur. 
En 1865 se inició el levantamiento armado, encabezado por el coronel Mariano Ignacio Prado, contra el presidente Juan Antonio Pezet en rechazo al claudicante tratado que este había firmado con el Almirante español José Manuel Pareja. En tal coyuntura, Isaac Recavarren retornó al servicio activo uniéndose al ejército restaurador, que a órdenes de Prado marchaba hacia Lima; tras la caída de la capital el 6 de noviembre de 1865, fue ascendido a Sargento Mayor de la Guardia Nacional. En el año siguiente, intervino en el Combate del 2 de mayo como subjefe de la batería Maipú, por su conducta en aquella memorable acción para las armas de la República fue ascendido a teniente coronel.
De vuelta en Arequipa, ejerció brevemente la prefectura del Departamento en 1867. Secundó las campañas para sofocar los alzamientos armados que Nicolás de Piérola Villena realizó contra los gobiernos de Manuel Pardo (1874) y Mariano Ignacio Prado (1876).

## Guerra del Pacífico
Cuando se inició la guerra del Pacífico en 1879, se desempeñaba como jefe de Estado Mayor de la II división del Ejército del Sur. Con las tropas marchó a guarnecer el departamento de Tarapacá, estuvo presente en la defensa de Pisagua al mando de la Guardia Nacional del puerto; en el combate fue herido levemente. Luego se reintegró a la división del coronel Andrés Avelino Cáceres, combatiendo en las batallas de San Francisco y Tarapacá. En esta última acción de armas, recibió una bala en la mano derecha, a pesar de la victoria el Ejército Peruano tuvo que retirarse a Arica. 
En 1880 se encargó de la organización del Segundo Ejército del Sur, en su ciudad natal, hipotecando sus propios bienes a fin de adquirir vestuario para la tropa. Triunfante la revolución de Piérola, y considerado de poca confianza por sus antecedentes políticos y simpatías a Prado, fue arrestado por los mandos pierolistas. Deshecho el primer Ejército del Sur en la Batalla del Alto de la Alianza y ocupada por el invasor la plaza de Arica, consciente que la próxima campaña sería en Lima, optó por retornar a la Capital. Aquí permaneció varios meses fuera de servicio y, a pesar de su experiencia militar, fue destinado al frente de batalla como ayudante del Coronel Pedro Correa, jefe de la II división de Reserva. Participó en la Batalla de San Juan y fue herido nuevamente; cayó prisionero en la desesperada defensa de Chorrillos. Fue atendido por una ambulancia enemiga; tras la Ocupación de Lima, se le permitió trasladarse a su casa a fin de curar sus heridas. 
Durante el gobierno provisional de su pariente político, Francisco García Calderón, se le encargó la prefectura de Lima, marchó al departamento de Ancash, con 400 soldados (exprisioneros peruanos de San Juan), a fin de lograr el reconocimiento al gobierno provisorio. Gran parte de su tropa desertó para unirse a la resistencia del general Cáceres; con la que él mismo simpatizaba. Luego de la deportación de García Calderón a Chile y tras recibir una citación del cuartel general de ocupación, presintió que le esperaba una orden de confinamiento. Por ello abandonó secretamente Lima y se trasladó a Arequipa. Pero ante la inactividad del gobierno de Lizardo Montero, fue a integrarse a la resistencia encabezada por el general Andrés A.Cáceres en la sierra central. Llevaba consigo algunos hombres, 200 carabinas y un cañón fundido en esa ciudad. 
Comandó el Ejército del Norte en la batalla de Huamachuco, donde fue herido, por enésima ocasión, esta vez en la pierna. Salvó su vida, gracias a un cabo de su división que lo retiró del campo de batalla luego que se produjo la derrota y lo condujo a la margen derecha del río Marañón donde su lesión pudo ser curada.
Firmado el Tratado de Ancón y desocupado el Perú por las tropas chilenas, trató infructuosamente de lograr un arreglo pacífico que permitiera la reconstrucción del país de manera armoniosa. Al no lograr la convergencia,  se abstuvo de participar en la guerra civil entre Iglesias y Cáceres, que culminó en 1885 con el triunfo del último.

## Epílogo vital
Ejerció algunos cargos diversos, fue senador por Arequipa entre 1890-1893. De igual manera, presidió las Sociedades "Vencedores del 2 de mayo" y "Defensores calificados de la Patria", ascendido a general de brigada en 1901 integró el Consejo Superior de Guerra y Marina. Murió, en el retiro hogareño, el 8 de noviembre de 1909, a la edad de 70 años.